# 稲井カオル
稲井 カオル（いない カオル）は、日本の漫画家。大阪府出身。

## 年譜
- 2010年10月20日 『花とゆめ』 HMCで『嘘とマコト』が1位（努力賞）を受賞。
- 2010年11月20日 『花とゆめ』 BC賞で『ステラと千の星』が佳作を受賞。
- 2011年8月5日 『花とゆめ』 17号の『サイハテの魔法使い』でデビュー。

## 作品リスト
- チェックメイト・ナイト（『ザ花とゆめ』2012年5月1日号 - ）
- しらぬい奇譚録（『花とゆめONLINE』2012年4月1日 -  全1巻）
- なやめる文学荘（『花とゆめ 文系少女』2013年 - ）
- 死神のラストオーダー（『花とゆめ』2014年8号 - ）
- 無名探偵（『花とゆめ』2015年23号 - ）
- 銀河系不動産ほしの（『花LaLa online』2016年 - ）
- らいぶらり　-国会図書館閲覧禁止書籍課-（『ザ・花とゆめ』2016年9月1日号）
- うたかたダイアログ（『ザ・花とゆめ』2016年12月1日号 - 、既刊3巻）
- 平凡探偵つきなみ（『花とゆめ』2018年13号 - 15号）
- となりのコンシェルジュ（『ザ花とゆめ笑』2018年12月1日号）
- 銀河のジルバ（『花とゆめ』2018年20号）
- やかないパン屋さん（『花とゆめ』2019年4号）
- かもしかバンビ（『ザ花とゆめキュート』2019年6月1日号）
- お子さまだまし（『花とゆめ』2019年15号）
- ハイスクール男女ん（『花とゆめ』2019年19号）
- そのへんのアクタ（『ヤングアニマルZERO』2019年10月1日増刊号[3] - 2022年8月1日号[4]）
- 宇宙不動産ほしの（『モーニング・ツー』2025年5月1日[5] - ）

## 上記以外の活動

### 展示
- 漫画家・稲井カオル展（2017年10月1日 - 12月28日、箕面市立西南図書館）[6]

### 講演会
- プロに聞く！漫画家への道（2017年12月10日、箕面市立西南図書館）[6]